# Lithuanian International 2021
Die Lithuanian International 2021 im Badminton fanden vom 10. bis zum 13. Juni 2021 in Kaunas statt.

## Die Sieger und Platzierten
| Disziplin    | Gold                            | Silber                              | Bronze                                |
| ------------ | ------------------------------- | ----------------------------------- | ------------------------------------- |
| Herreneinzel | Alex Lanier                     | B. R. Sankeerth                     | Søren Hald                            |
| Herreneinzel | Alex Lanier                     | B. R. Sankeerth                     | Magnus Johannesen                     |
| Dameneinzel  | Malvika Bansod                  | Rachael Darragh                     | Ksenia Polikarpova                    |
| Dameneinzel  | Malvika Bansod                  | Rachael Darragh                     | Anna Tatranova                        |
| Herrendoppel | Emil Lauritzen Mads Vestergaard | Danylo Bosniuk Oleksandar Shmundyak | Kristjan Kaljurand Raul Käsner        |
| Herrendoppel | Emil Lauritzen Mads Vestergaard | Danylo Bosniuk Oleksandar Shmundyak | Mikk Järveoja Mihkel Laanes           |
| Damendoppel  | Téa Margueritte Anna Tatranova  | Nerea Ivorra Claudia Leal           | Laeticia Jaffrennou Anouk Nambot      |
| Damendoppel  | Téa Margueritte Anna Tatranova  | Nerea Ivorra Claudia Leal           | Flavie Vallet Emilie Vercelot         |
| Mixed        | Mads Vestergaard Clara Løber    | Dmitriy Panarin Kamila Smagulova    | Louis Ducrot Romane Cloteaux-Foucault |
| Mixed        | Mads Vestergaard Clara Løber    | Dmitriy Panarin Kamila Smagulova    | Lucas Renoir Téa Margueritte          |